# Lonchura ferruginosa
El capuchino coroniblanco (Lonchura ferruginosa) es una especie de ave paseriforme de la familia Estrildidae endémica de las islas de Java y Bali. 

## Descripción
Mide unos 10 cm de largo y su peso es de alrededor de 10 gr. Es un ave pequeña, con una apariencia robusta, con un pico cónico característico muy rechoncho y robusto.
El plumaje es marrón en la parte posterior, alas, cola y vientre, con una característica gorra blanca en la cabeza y dos manchas negras, una que cubre la garganta y el pecho y una segunda en el vientre: en algunos casos las dos manchas se combinan para que toda la parte ventral del cuerpo parezca negra. La cabeza, por otra parte, está dotada con el característico gorro blanco grisáceo (del que deriva el nombre común de la especie), mientras que en la grupa la librea asume un matiz rojo-óxido característico durante el vuelo, al que esta ave debe su nombre científico. Los ojos son de color marrón oscuro, las patas son de color grisáceo, el pico es de color gris azulado.

## Distribución y hábitat
Se encuentra únicamente en los humedales y herbazales tropicales húmedos de Java, Bali e islas menores aledañas. 